# 시나가와 시사이드역
시나가와 시사이드역(일본어: 品川シーサイド駅 시나가와시이사이도에키[*])은 일본 도쿄도 시나가와구 히가시시나가와에 있는 철도역이다. 부역명은 빅로브 본사 앞이다.

## 승강장

### 도쿄 임해 고속 철도
| 1 | ■ 린카이선 | 오이마치·오사키 사이쿄 선으로 직결 운행 시부야·신주쿠·오미야·가와고에 방면 |
| 2 | ■ 린카이선 | 덴노즈 아일·도쿄 텔레포트·신키바 방면                                      |

## 역세권 정보
- 게이큐 본선 아오모노요코초역
- 시나가와 시사이드 포레스트
- 수도 고속 1호 하네다 선

## 역사
- 2002년 12월 1일: 덴노즈 아일 ~ 오사키 역간 영업 개시.

## 인접역
| 도쿄 임해 고속 철도 린카이 선 | 도쿄 임해 고속 철도 린카이 선 | 도쿄 임해 고속 철도 린카이 선 |
| ----------------------------- | ----------------------------- | ----------------------------- |
| R 05 덴노즈 아일 신키바 방면  | 린카이 선                     | R 07 오이마치 오사키 방면     |